# Màxim solar
El màxim solar és un període de gran activitat solar en el cicle solar del Sol. Durant el màxim solar apareixen taques solars.
El màxim solar contrasta amb el mínim solar. El màxim solar és el període en el qual les línies del camp magnètic del Sol estan més distorsionades pel camp magnètic en l'equador solar que gira a un ritme lleugerament més ràpid que els pols solars. El Sol triga uns 11 anys a anar d'un màxim solar a un altre i 22 anys a completar el cicle sencer.

## Màxim històric
És molt difícil predir un màxim solar i la seva intensitat. Per això les prediccions solen variar àmpliament. L'últim màxim solar va ser el 2000. El 2006 la NASA inicialment va predir un màxim solar entre 2010 i 2011, i va pensar que podria ser el més fort des 1958. No obstant això, les projeccions més recents afirmen que el màxim solar ha d'arribar la tardor de 2013 i serà el cicle de taques solars més petit des de 1906.